# Бранко Грчић
Бранко Грчић (Книн, 16. април 1964) је универзитетски професор и политичар. Бивши је потпредседник Владе Републике Хрватске и бивши декан Економског факултета у Сплиту.

## Биографија
Основну и средњу економску школу завршио је у Книну. Дипломирао је 1987, магистрирао 1990. и докторирао 1996. године на Економском факултету у Сплиту. После дипломирања 1987. године радио је на истом факултету као млади истаживач (до 1991), као асистент (до 1997) те као доцент (до 2001). На истом факултету је децембру 2001. године промовисан у ванредног професора на катедри за општи економију, а у марту 2005. године у редовног професора универзитета за дисциплине макроекономије и регионалног развоја. Касније је изавран за декана Економског факултета. Од 2010. године је редовни професор универзитета у Сплиту у трајном звању. Након преузимања функције потпредседника Владе Републике Хрватске разрјешен је с дужности декана почетком 2012. године.
Објавио је више од шездесет научних и стручних радова посебно из подручја макроекономије и регионалне економије. Члан је Управног одбора Хрватског друштва економиста, као и Хрватског друштва операцијских истраживања и хрватске подружнице Европске регионалне научне организације (European Regional Science Association).

### Политичка каријера
Члан је Социјалдемократске партије Хрватске од 1999. године. У Странци је члан главног одбора и председник Савета за привреду и регионални развој.
За посланика у Хрватском сабору изабран је на шестим парламентарним изборима 2007. године. За време овог мандата био је члан одбора за привредну и одбора за међупарламентарну сарадњу.
На парламентарним изборима 2011. године поново је изабран у Сабор. После Избора мандат за састављање хрватске Владе поверен је Зорану Милановићу, кандидату Кукурику коалиције, који га је изабрао за потпредседника Владе и министра регионалног развоја и фондова Европске уније 23. децембра 2011. године.

### Приватни живот
Ожењен је и отац је двоје деце. Говори енглески језик. Хобији су му тенис и музика.